# Ermenonville-la-Grande
Ermenonville-la-Grande ist eine französische Gemeinde mit 315 Einwohnern (Stand 1. Januar 2022) im Département Eure-et-Loir in der Verwaltungsregion Centre-Val de Loire. Sie gehört zum Arrondissement Chartres und zum Kanton Illiers-Combray. Nachbargemeinden sind Meslay-le-Grenet im Norden, Mignières im Nordosten, La Bourdinière-Saint-Loup im Südosten, Luplanté im Süden, Épeautrolles im Südwesten und Sandarville im Westen. 

## Bevölkerungsentwicklung

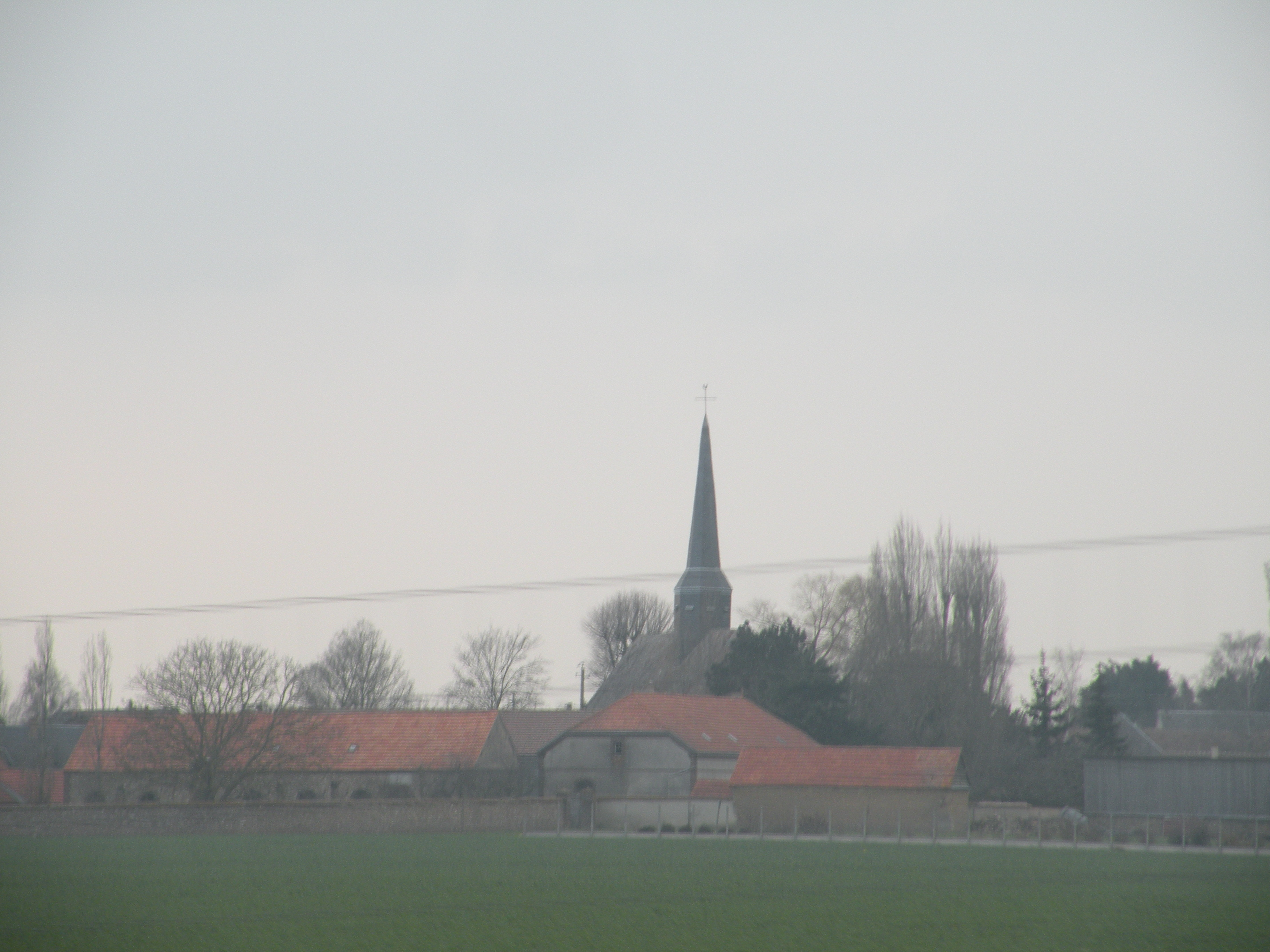
Kirche Saint-Martin

| Jahr      | 1962 | 1968 | 1975 | 1982 | 1990 | 1999 | 2008 | 2017 |
| --------- | ---- | ---- | ---- | ---- | ---- | ---- | ---- | ---- |
| Einwohner | 203  | 196  | 214  | 216  | 260  | 300  | 327  | 319  |